# Quercetti

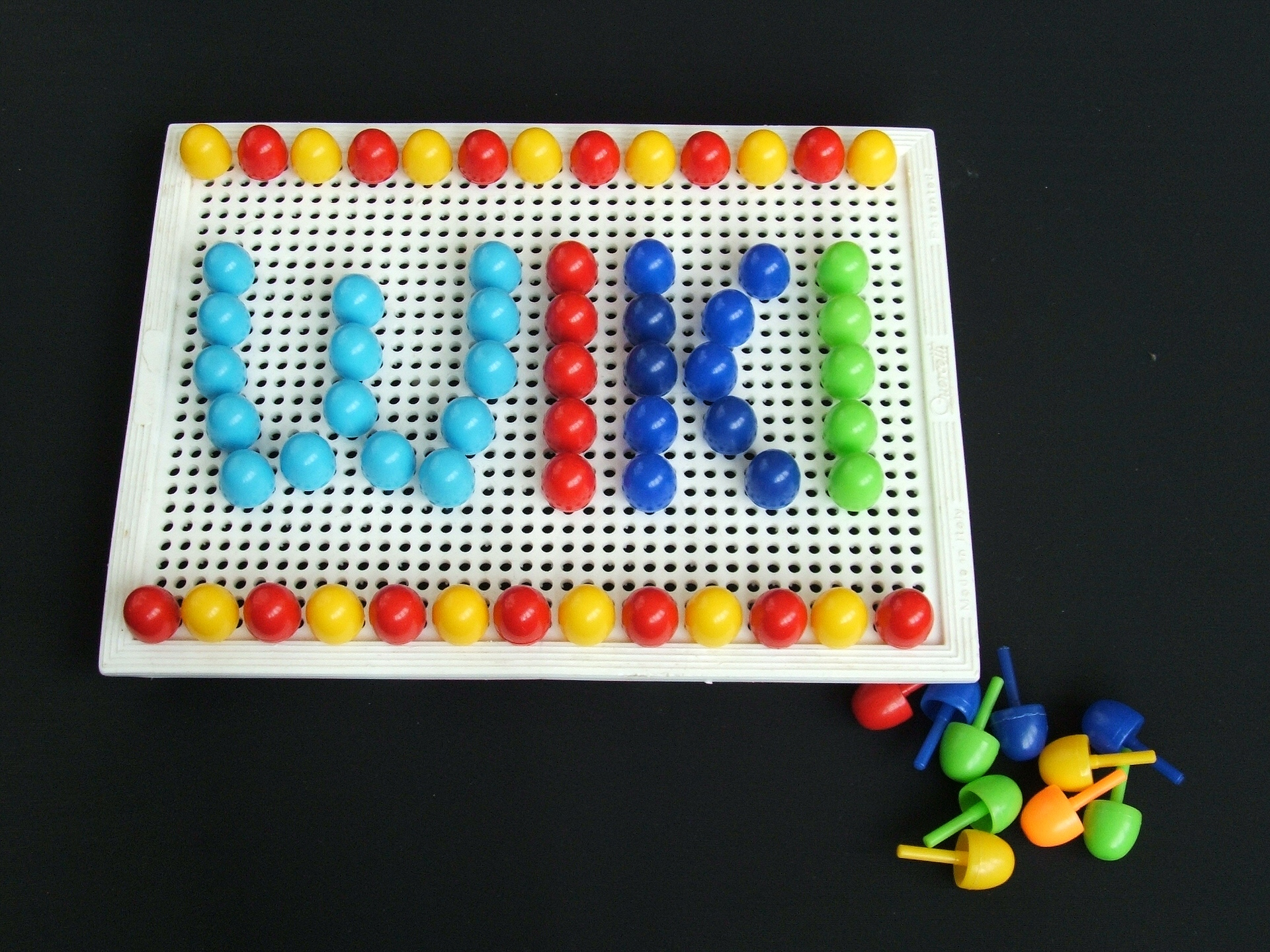
La scritta "Wiki" composta con i chiodini Quercetti

Quercetti è un'azienda italiana che produce giocattoli educativi. Fondata a Torino da Alessandro Quercetti nel 1950, è cresciuta nel tempo esportando i suoi giocattoli anche all'estero.
Il prodotto di punta dell'azienda è rappresentato dai "chiodini", lanciati nel 1953 con il nome di Coloredo e commercializzati a partire dal 1984 come Fantacolor, a cui si sono affiancati nel corso del tempo giocattoli di altra tipologia, come Tor (missile dotato di paracadute), Georello, Rami e Pallino.

## Storia

### Le origini dell'azienda
La storia dell'azienda Quercetti è profondamente legata alla vita del suo fondatore, Alessandro Quercetti (1920 - 2010), nato a Recanati ma già dal 1921 residente a Torino. Durante la sua attività di operaio aggiustatore alla Westinghouse, dal 1934 al 1939, scoprì di avere una vera passione per il volo e per gli aeromodelli. Questa passione lo portò, nel 1937, a distinguersi in numerosi concorsi nazionali per modelli volanti a matassa elastica. Nel 1938 Alessandro conseguì il brevetto di volo a vela e di lì a poco verrà chiamato alle armi come pilota sottufficiale di aerei da caccia e bombardieri, durante la seconda guerra mondiale. Nel 1945, appena congedato dall'arma, tornò a Torino e, dopo una breve parentesi in una segheria di Mezzenile, iniziò a lavorare in una piccola fabbrica di giocattoli, la Inco Giochi, a partire dal settembre del 1947. Nel giro di due anni, però, la fabbrica va in crisi per motivi finanziari e, non ricevendo lo stipendio da molti mesi, Alessandro decide di dimettersi, lasciando ufficialmente l'azienda nel settembre 1949. Continuerà però a frequentarla per un certo periodo grazie all'accordo con i due titolari che gli concedono l'uso dei macchinari per realizzare i meccanismi di un proprio nuovo futuro giocattolo.

### Cavallo Galoppa (1950)
Lavorando in proprio, nel dicembre 1950 Alessandro costruì il Cavallo Galoppa, un destriero con motore a molla (preliminarmente denominato "Cavallo Accidenti") la cui fabbricazione venne coaudivata dalla ditta Lenci per la realizzazione della testa e della giubba e dalla sorella di Alessandro, Lisa, per la cucitura delle gambe. Il cavallo correva e si muoveva sul piano su piccole ruote e, solo accidentalmente, il cavaliere poteva cadere dalla sella.
Il Cavallo Galoppa nel giro di pochi mesi divenne il primo grande successo della nuova piccola azienda. Le vendite salirono rapidamente e ben presto il giocattolo viene notato da distributori stranieri che inondarono la piccola azienda di richieste rimaste in buona percentuale inevase. Alessandro a quel tempo faceva di tutto in azienda: costruiva i cavalli uno per uno con le sue mani, li colorava e caricava i camion dei trasportatori, mentre le sorelle e pochi altri aiutanti si occupavano di cucire i cavalieri e di inscatolare i giocattoli. Alessandro si trovò quindi costretto a affrontare il cambiamento del suo laboratorio in una vera piccola industria. Il Cavallo Galoppa rappresentò quindi il vero simbolo dell'avventura imprenditoriale di Alessandro Quercetti e ne sostenne la crescita nei primi anni di tumultuoso sviluppo.

### Giocattoli meccanici brevettati Hopla
La ditta assunse il nome Hopla, ed era costituita da Alessandro e da Briccarello, detto Bricca, suo compagno di corso di pilotaggio all'aeroporto di Ghedi. I giocattoli della ditta Hopla, erano costituiti dal cavallo Galoppa, Hopla Sulky con il Cavallo Galoppa, la Corsa Sulky, Hopla Derby, la corsa dei 4 cavalli, il Galoppa Gigante, sia nella versione meccanica che elettrica, l'elettrificazione del Treno 685/A su richiesta Rivarossi, Chicco e Piretta bamboline con carretto, il Veliero, Barca a remi con vogatore, sempre su richiesta della Rivarossi, ed infine il progetto preliminare del Missile Tor.

### Le origini del Chiodino
La storia di questo fortunatissimo giocattolo di composizione si dipana tra Francia e Italia a cavallo fra gli anni 1940 e e gli anni 1950 nel clima di ricostruzione industriale che si respirava all'epoca.
Si parte dalla Fiera di Parigi del 1946, dove Pierre Malengè presentò il Coloredo, mosaico multicolore in rilievo per bambini dai 3 ai 15 anni, che vinse tra 96 concorrenti la medaglia d'oro come migliore invenzione nella sua categoria. Nella prima versione è composto da una tavoletta in cartone grigio traforata con 640 fori, di formato 120 X 185 mm da 6 mm di spessore, a sua volta formato da 4 strati più sottili incollati tra di loro e rifinita ai bordi con carta dorata o argentata, un foglio, anch'esso traforato, di celluloide trasparente da usare insieme ai "disegni guida” come matrice, una cornice in plastica stampata ad iniezione per inquadrare al meglio la composizione finita, tanti "fiammiferi” con il fusto in legno e con la testa in ceralacca colorata in 4 colori da infilare nella tavoletta stessa, una raccolta di "disegni guida” stampati solo a due colori (rosso e blu, mentre il giallo ed il verde erano rispettivamente rappresentati da un tratteggio rosso e da uno blu) su carta molto sottile per essere facilmente forata dai fiammiferi, due cataloghi stampati a 4 colori, in formato album, che illustravano o 50 modelli da copiare già di una certa complessità o 100 modelli più semplici e di facile completamento. Va segnalato, che nel corso degli anni, per evidenti motivi di difficoltà e di costi di produzione, la tavoletta traforata di cartone si riduce sensibilmente di spessore fino ad arrivare a due soli strati per complessivi 3,5 millimetri.
L'azienda francese che ne deteneva il brevetto, operava nel campo della grafica ed è verosimile si sia ispirata ai processi di stampa a colori con il retino (quadricromia) per il concepimento dell'idea alla base di questo giocattolo, anticipando in qualche modo di vari decenni la cosiddetta pixel art.

#### Chiodini Quercetti (1953)
Era il 1953 quando Alessandro Quercetti fece sua l'idea di questo gioco. Egli capì subito le grandi potenzialità di questo gioco e quando venne a conoscenza che l'azienda italiana che importa il Coloredo era fallita ne richiede, immediatamente, la distribuzione in esclusiva per l'Italia. Si accollò le spese per brevettare in Italia il gioco dei chiodini e, contestualmente creò il marchio di fabbrica Quercetti che fu preferito a Hopla.
Dopo un periodo iniziale in cui si limitò a vendere l'assortimento francese in Italia, ma con scatole in versione italiana e marchiate Quercetti, iniziò ad apportare una serie di miglioramenti nella produzione e nell'impiego dei materiali. Nella seconda metà del decennio, il primo elemento ad essere prodotto in plastica è il chiodino, che ha una caratteristica forma a funghetto con la testa semisferica ed il fusto a sezione quadrata, cui seguirà la tavoletta traforata finalmente prodotta industrialmente ed a costi competitivi. Vengono nel tempo apportate delle modifiche alla tavoletta traforata di plastica che è ora proposta in un nuovo più grande formato. La seconda innovazione riguardò il deciso allargamento dell'offerta con l'introduzione di diversi diametri nella testa dei chiodini (da 5, 10, 15, e 20 mm più il formato quadro). Queste modifiche cambiarono l'approccio alla composizione delle figure, essendo essa più o meno dettagliata, o di più facile o difficile risoluzione, a seconda dei diametri dei chiodini utilizzati. Iniziò così l'esportazione del prodotto anche all'estero, dove incontrò un buon successo.
Nel 1984 i proprietari del marchio Coloredo decisero di vender il gioco alla ditta francese Jeu Nathan, ma la produzione terminò in poco tempo. Quercetti fu costretto quindi a cambiare nome al gioco ridenominandolo Fantacolor.
Nel 2013, in concomitanza con il 60º anniversario del lancio dei chiodini ed osservando il loro impiego nel campo artistico, sono state lanciate le varianti Pixel Art e Photo Pixel Art, con le quali ci si può cimentare nella composizione rispettivamente di immagini artistiche predefinite e di fotoritratti personalizzati.
Nel 2017, grazie all'ingresso dei giocattoli Quercetti nel mercato cinese e dopo un progressivo aumento della produzione dei chiodini in corso nei 3 anni precedenti, venne raggiunta la cifra record di 1,5 miliardi di chiodini fabbricati in un solo anno, con una produzione giornaliera di 4 milioni di pezzi,

#### I chiodini nelle avanguardie artistiche e nell'arte contemporanea
Fu Antonio Bueno (Berlino, 1918 - Firenze, 1984), esponente del Gruppo '70, rassemblement d'artisti fiorentini noti per aver creato una forma d'arte "tecnologica" che si serviva di materiali d'origine commerciale, pubblicitaria o giornalistica, ad usare per primo, nel biennio 1965-1966, i chiodini Quercetti, per realizzare le sue opere. Si trattava di volti femminili composti con chiodini di diverso diametro. La sua opera "Figura n° 37” del 1966 così realizzata è ancora oggi visibile presso la Gam, la Galleria d'arte moderna di Torino.
L'opera "Volto" del 1965, realizzata in tecnica mista con l'utilizzo dei chiodini colorati per delimitare il contorno di un volto femminile, è visibile presso la Fondazione Culturale Bruno Caruso di Giardini Naxos a Messina. In tempi più recenti hanno fatto irruzione nel variegato mondo dell'arte contemporanea i ritratti di persone dell'artista lombardo Antonio Marciano, che utilizza le tavolette modulari ed i chiodini Quercetti più piccoli per quadri che assumono un'estetica che si può definire "pixelata”, dove l'immagine è divisa in puntini come se fossero pixel.

### Missile Tor (1959-1960)
Dalla passione per il volo di Alessandro, nasce il Tor, un missile giocattolo che sfrutta il meccanismo di lancio con la fionda ad elastico ed è capace di raggiungere i 100 metri di altezza. Alessandro applicò per la prima volta ad un giocattolo i principi dell'aerodinamica inventando un meccanismo di apertura ritardata che consentiva il rilascio del paracadute per il rientro a terra senza danni dell'intero missile.
Il missile Tor è sicuramente il prodotto di maggior successo nella storia dell'azienda con 14 milioni di pezzi venduti in tutto il mondo e l'impossibilità di riuscire a soddisfare le richiede della clientela internazionale in quanto la capacità produttiva non bastava mai, nonostante i continui investimenti in nuovi macchinari. Grazie a questo giocattolo la ditta si sviluppa fino a contare oltre 300 dipendenti. E grazie a Tor si aprono le porte del mercato Nord Americano.
Oggi il Tor è ancora in produzione anche se in una versione che, a causa delle nuove normative di sicurezza, è molto penalizzata nelle sue prestazioni aerodinamiche.

### Mach-X e Fireball XL5 (1961-1962)
Nel 1961 nasce poi il Mach-X, l'evoluzione del Tor. Il missile partiva da una rampa, mediante due fionde speciali e al culmine dell'ascesa il meccanismo di apertura liberava contemporaneamente una capsula dotata di paracadute e il paracadute per l'atterraggio morbido del missile. Nel 1964 al giocattolo venne conferito il premio "Pinocchio d'oro" per la categoria "giocattoli in metallo e plastica con movimento".
La navicella spaziale Fireball XL5 invece, venne prodotta in diverse decine di migliaia di pezzi, su sollecitazione di un grosso cliente inglese, che, a seguito dello straordinario successo internazionale di una serie TV per bambini sulle mirabolanti avventure spaziali del colonnello Steve Zodiac e della sua astronave, richiese la realizzazione di un giocattolo volante in plastica da lanciare con la fionda.

### Le lavagne magnetiche e il trenino (1963-1964)
Le lavagne magnetiche nacquero nel 1963 da un accordo commerciale fra la Quercetti e l'inglese Mettoy Playcraft Ltd (Metal Toy) per la distribuzione, in esclusiva per l'Italia, dell'assortimento di lavagne della ditta americana di New York Child Guidance Toys marchio della Archer Plastics Inc. Dopo una prima fase in cui Quercetti si limitò a distribuire i prodotti americani sul territorio nazionale, decise la realizzazione in Italia di un sempre più ampio assortimento di lavagne magnetiche sia con lettere e numeri calamitati che con elementi geometrici da comporre liberamente.
Anche il Trenino, tutto in plastica, che si muoveva a "energia bambino” e con le rotaie da montare in tanti percorsi ogni volta diversi, ebbe successo tanto da rimanere in catalogo ancora oggi.

### Macchinine Husky Toys (1965)
Visto successo delle lavagne magnetiche e del trenino, la collaborazione commerciale con Mettoy continuò con l'acquisizione dei diritti per la distribuzione, in esclusiva sul territorio italiano, della linea di macchinine in scala 1:75 Husky.

### Spirograph (1966-1967)
Lo Spirograph fu un esempio di fortunato rapporto tra scienza e giocattoli; serviva infatti, a tracciare con facilità curve ipotrocoidi ed epicicloidi di grande e spettacolare effetto visivo.
Venne presentato alla Fiera del giocattolo di Norimberga del 1965 dall'ingegnere inglese Denys Fisher che in un primo tempo lo vendette con la propria ditta cedendolo nel 1966 alla statunitense Kenner. La Quercetti divenne distributore esclusivo per l'Italia dal 1967.

### Nogi (1968)
Nel 1968 venne introdotta sul mercato una linea innovativa di giochi di costruzione, il Nogi, declinata in una larga offerta di confezioni e tipologie tutta basata su una piastrina di base con profilo a greca da incastrare sul piano, e tutta una serie di moduli a mattoncino a formare strutture o mosaici.

### Linea Estivi (1968)
Gli aeroplanini Quercetti segnarono una innovazione nel mondo degli aerei giocattolo, che in quegli anni avevano un costo altissimo per via del materiale utilizzato: gli unici aeromodelli disponibili erano fatti in balsa, difficili da montare, delicati e si rivolgevano principalmente ad un pubblico di modellisti.
La passione per il volo che ha accompagnato Alessandro Quercetti sin da bambino lo portò invece, a realizzare degli aeroplanini che fossero alla portata di tutti.

### Georello (1972)
Georello fu ben presto un successo Quercetti. Il primo riconoscimento arrivò lo stesso anno con l'attribuzione del "Pinocchio d'oro". Si trattava di un gioco che abbinava la funzione della composizione, tipica dei giochi da costruzione a quella degli ingranaggi che producono movimento a catena. Con un numero limitato di elementi era possibile variare, di volta in volta, il modello ottenuto.

### Rami (1982) e Pallino (1985)
Rami giunse nel 1982. Si trattava di un giocattolo dal forte valore educativo, che consentiva un primo contatto con il linguaggio dei computer e spiegava, in modo molto semplice, come si conta con i numeri binari. Nel 1985 sulla scia di Rami, venne creato Pallino.

### Skyrail (2003)
Nel 2003 la famiglia dei giochi Quercetti si arricchì di un'altra invenzione, la pista sospesa SkyRail, da costruire assemblando piloni e giunti e sospendendo ai cavi regolabili rotaie dritte e curve su cui far rotolare veloci le biglie. Questo gioco ha vinto quattro premi internazionali.

### Scompare Alessandro Quercetti (2010)
Il 2 febbraio 2020, all'età di 90 anni, è scomparso Alessandro Quercetti. Il suo lavoro è stato proseguito dai figli Andrea, Alberto e Stefano.

### L'azienda ai giorni nostri
Oggi a guidare l'azienda è la seconda generazione della famiglia che detiene il 100% delle quote di proprietà: Andrea, Alberto e Stefano hanno ereditato la passione del padre.
Nonostante la crisi economica degli ultimi anni, la scelta di Quercetti di puntare su un prodotto educativo e formativo, realizzandolo interamente a Torino, è risultata vincente. La crescita è stata sostenuta negli ultimi anni da un piano di investimenti destinato al miglioramento delle tecnologie esistenti e ad un costante rinnovamento di linee e prodotti per una produzione più sostenibile. PlayBio e PlayEco+ sono le nuove linee di prodotti ecologici, 100% Made in Italy, composte, rispettivamente da esclusiva bioplastica e plastica riciclata proveniente da raccolta differenziata.
Nel 2020 l'azienda fu costretta ad interrompere temporaneamente la produzione dei suoi giocattoli a causa delle misure emergenziali intraprese per fronteggiare la pandemia di COVID-19 in Italia.

## Produzione, logistica e qualità
Lo stabilimento si estende oggi su una superficie di 16000 m² coperti, di cui 14 000 destinati ai reparti produttivi. La produzione media è di 7 000 prodotti finiti al giorno con punte nei periodi di alta stagionalità di 15 000 pezzi al giorno. Quercetti nella sua sede torinese adotta un processo produttivo progettato per ridurre al minimo gli sprechi di energia e di materiali in ciascuna fase, cercando anche di riutilizzarli il più possibile. Tutti gli stampati aziendali fanno uso di carta certificata FSC, costituita da pura cellulosa ECF (Elemental Chlorine Free) e da fibre di recupero: il procedimento di stampa offset impiegato utilizza solo inchiostri a base di oli vegetali senza l'uso di alcool isopropilico e si realizza nel rispetto di un impatto ambientale minimo. Altra scelta evidente è quella del rifiuto di produrre armi da guerra. Una decisione scaturita dall'esperienza bellica che lo stesso fondatore aveva vissuto in prima persona, partecipando alla seconda guerra mondiale come aviatore.
Infine, l'uso di elettricità nei giocattoli Quercetti è ridotto quasi allo zero, per garantire una tipologia di gioco basata sull'interpretazione mentale e non sul funzionamento del meccanismo elettronico.

## Riconoscimenti
1997
- Concours International du Jouet Educatif (Canada). Winner and Certificate of Excellence per "Digicolor”
- The Good Toy Guide Best Construction Toy (Australia) per "Georello Circus”
- Oppenheim Gold Seal Award (USA) per "Kaleido Gears”

1998
- Parent's Choice Gold Award Winner (USA) per "Digicolor”
- Parent's Magazine Best Toy of the Year (USA), Family Fun Toy of the Year (USA)
- National Parenting Publication Honors Award (USA) e Great American Toy Test Award Winner (USA) per "Georello Jungle”
- Winner and Certificate of Excellence. Concours International du Jout Educatif (Canada) per "Maxi Pixel”

1999
- Baby Zone amazing Toy Award (USA) per "Marble Run”
- European Health Professionals Best Toy Award Winner e European Best Toy Award Winner per "3D Georello”

2000
- Sesame Street Parents Magazine Top Toys Guide (USA) e The Lion & Lamb Project Top 20 Selection (USA) per "3D Georello”
- Child Magazine Best & Brightest Toy (USA) per "Georello Garden” U.S.A.

2001
- Best Educational Toy per "Constellation”
- Family Life Best Learning Toy of the year (USA) per "Isotta- Discovery Car”

2002
- National Association for Gifted Children Recommended per "Georello Tech”
- London Science Museum Approved per "Constellation”
- Concours International du Jouet Educatif (Canada) Winner and Certificate of Excellence per "Geokid Daisy”
- National Parenting Publication Honors Award (USA) per "Pallino”

2003
- Dr. Toy's 10 Best Educational Products e Dr. Toy's 100 Best Children's Products per "Skyrail Suspension”

2004
- Oppenheim Gold Seal Award per "Quercetti Skyrail Suspension”

2011
- Pal Award per "Quercetti Magnetino Lettere”

2012
- Premio "Il giocattolo giusto - la scelta degli esperti" in Repubblica Ceca

2013
- National Independent Toy Awards 2013 per "Skyrail"
- Fiera del Giocattolo di Praga per "Tecno" (categoria "Gioco educativo) e "Fantacolor Garden" (categoria "Arts & Crafts")
- Toy Award per "Pixel Art"

2014
- Toy Talk per "Filò" e "Tecno"

2015
- ToysBulletin.com Best of the Year 2015 per "Isotta Discovery Car"

2021
- Toys Awards per Fantacolor Baby Bio (categoria "Giochi Prima Infanzia")[20]
- Davide Coero Borga, La scienza dal giocattolaio, Torino, Codice Edizioni, 2012, ISBN 9788875783211.